# Ernani Vitorino Aboim Silva
Ernani Vitorino Aboim Silva (Juazeiro do Norte, 23 de janeiro de 1927 – 22 de junho de 2020) foi um médico brasileiro.
Foi eleito membro da Academia Nacional de Medicina em 1983, ocupando a Cadeira 35, que tem como patrono José Thompson Mota.